# Sorbus dunnii
Sorbus dunnii là loài thực vật có hoa trong họ Hoa hồng. Loài này được Rehder miêu tả khoa học đầu tiên năm 1915.